# Exercice de style
Ne pas confondre avec le livre de Raymond Queneau Exercices de style.
Exercice de style est le 11e épisode de la saison 7 de la série télévisée Buffy contre les vampires.

## Résumé
Buffy accueille à Sunnydale une nouvelle potentielle nommée Rona et la ramène chez les Summers. Elle discute ensuite avec le reste du groupe de leurs objectifs : éliminer le Turok-Han et délivrer Spike. Willow apprend qu'une autre potentielle est arrivée à Sunnydale. Buffy et Alex partent la chercher pendant qu'une autre potentielle, Eve, mine le moral du groupe par ses commentaires pessimistes. Arrivés au motel où la nouvelle est censée les attendre, Buffy et Alex découvrent qu'elle est déjà morte et qu'il s'agit d'Eve. Rentrant alors à la maison, Buffy confronte l'autre Eve qui se révèle être la Force. Celle-ci avait pris l'apparence de la jeune fille et, avant de partir, menace de les faire toutes tuer bientôt par le Turok-Han. Alors que les autres potentielles, à l'exception de Kennedy, commencent à paniquer, Buffy met au point un plan avec Willow et Alex.   
Quand le soir tombe, et que le Turok-Han arrive pour tuer les potentielles, Buffy met son plan à exécution. Elle organise la fuite de tout le groupe et Alex les conduit sur le site d'un chantier de construction alors que Buffy crée une diversion pour le Turok-Han. Ce dernier finit par partir à la poursuite des potentielles mais, quand il arrive sur le chantier, des projecteurs s'allument et Buffy apparaît. Un combat très difficile s'engage alors entre Buffy et le Turok-Han mais la Tueuse finit par l'emporter en le décapitant avec des fils métalliques et les potentielles reprennent confiance. Le groupe quitte ensuite le chantier, avec la Force toujours sous les traits d'Eve qui les observe, furieuse. Buffy part ensuite délivrer Spike.

## Statut particulier
Noel Murray, du site The A.V. Club, estime que cet épisode ainsi que le précédent forment un double épisode qui fait plus penser à « un film d'action plein de tension ou à un épisode d'Angel » qu'à des épisodes de Buffy et que la série n'est pas bien adaptée à cette « structure narrative ». Même s'il trouve « astucieux » le flashback exposant le plan de Buffy, Willow et Alex ou encore comment la Force se fait passer pour une potentielle, il trouve « interminables » les scènes dans lesquelles la Force tente de faire passer un Spike enchaîné de son côté. Les rédacteurs de la BBC évoquent un épisode « efficace » qui comporte quelques moments forts comme la scène de télépathie, « classe et captivante », ou le « formidable » combat final mais qui manque d'âme et de subtilité et où l'adversaire qu'est le Turok-Han « n'a aucune personnalité ». Pour Mikelangelo Marinaro, du site Critically Touched, qui lui donne la note de C-, l'épisode est « assez peu satisfaisant » car il n'est « pas aussi bien écrit, rythmé et structuré » que le précédent et que ses trois premiers quarts sont « une perte de temps », l'épisode étant sauvé par son « dernier acte explosif » constitué par le spectaculaire combat entre Buffy et le Turok-Han et la scène touchante du sauvetage de Spike.